# Michele Rayneri
Michele Rayneri (Torino, 27 giugno 1955) è un pilota automobilistico italiano che ha corso nei rally e in pista. La sua miglior stagione di attività è stata nel 1987, quando ha ottenuto la vittoria assoluta nel Campionato Italiano Rally.

## Carriera
Esordisce nel 1981 e vince nel 1982 il Campionato Italiano Rally Nazionale Gruppo A con autovettura Opel Kadett GTE preparata da Officina Barbolini; dal 1983 è pilota del team Jolly Club con la Ritmo 125 Gruppo A. Nelle stagioni 1984 e 1985 è sulle Ritmo Abarth 130TC, vincendo nel 1985 il trofeo d'Europa Gruppo A; cui segue l'annata 1986 sulla Fiat Uno Turbo. L'anno dopo la sua miglior stagione nelle gare su strada: la scuderia Jolly Club (squadra di riferimento per i marchi Lancia e Fiat) lo sceglieva per partecipare al campionato italiano su una Lancia Rally 037 preparata dal team Tamauto. A fine stagione batté di cinque punti un altro pilota Lancia, Piero Liatti in un campionato che si era rivelato un duello tra piloti piemontesi. Si trattava dell'ultima stagione in cui nel Campionato Italiano Rally furono ammesse le vetture della categoria Gruppo B, già bandite dal mondiale alla fine di una stagione 1986 funestata da incidenti.
Nella stagione 1988 lascia i modelli del gruppo FIAT per disputare l'europeo rally alternandosi al volante di Audi Coupe Quattro e Golf GTI. È leader della classifica nella prima metà della stagione, che conclude al terzo posto.
Nel 1989 resta al volante di una Golf GTI, ma lo fa in pista nel CIVT (campionato italiano velocità turismo). Cinque vittorie gli permettono di vincere il Trofeo CSAI assegnato al miglior pilota della classe A4. Si mette in evidenza per la pole position su pista bagnata sul circuito di Misano Adriatico nonostante corresse contro autovetture di categorie superiori. Dopo il successo riduce rapidamente l'impegno da pilota correndo qualche rally con la Lancia Delta Integrale nel 1990, ma resta nell'ambiente delle corse. Nello staff della Ferrari si occupa delle competizioni per i clienti: prima il Ferrari Challenge e in seguito di gare GT, endurance e per vetture storiche.

## Risultati completi nel mondiale rally
| 1984 | Scuderia   | Vettura                  |  |  |  |  |  |  |  |  |  |   |  |  | Punti | Pos. |
| ---- | ---------- | ------------------------ |  |  |  |  |  |  |  |  |  | - |  |  | ----- | ---- |
| 1984 | Jolly Club | Fiat Ritmo Abarth 130 TC |  |  |  |  |  |  |  |  |  | 9 |  |  | 2     | 53º  |

| 1986 | Scuderia   | Vettura        |     |  |     |  |     |    |  |  |  |  |  |  |  | Punti | Pos. |
| ---- | ---------- | -------------- | --- |  | --- |  | --- | -- |  |  |  |  |  |  |  | ----- | ---- |
| 1986 | Jolly Club | Fiat Uno Turbo | Rit |  | Rit |  | Rit | 10 |  |  |  |  |  |  |  | 1     | 70º  |

| 1990 | Scuderia | Vettura                |  |  |  |  |   |  |  |  |   |  |  |  | Punti | Pos. |
| ---- | -------- | ---------------------- |  |  |  |  | - |  |  |  | - |  |  |  | ----- | ---- |
| 1990 |          | Lancia Delta Integrale |  |  |  |  | 6 |  |  |  | 9 |  |  |  | 6     | 34º  |

| Legenda | 1º posto | 2º posto | 3º posto | A punti | Senza punti | Ritirato | Squalificato | NP=Non partito C=Gara cancellata | Apice=Power stage |